# Ildo Augusto dos Santos Lopes Fortes
Ildo Augusto dos Santos Lopes Fortes (Ilha do Sal, 13 de dezembro de 1964) é um prelado caboverdinao da Igreja Católica, atual bispo do Mindelo.

## Biografia
Aos 10 anos emigrou para Portugal, juntamente com os pais. Concluiu o ensino primário e secundário em Lisboa. Aos 19 anos ingressou no Seminário Maior de Caparide e depois continuou os estudos eclesiásticos nos Seminários Maiores de Almada e Cristo Rei dos Olivais, do Patriarcado de Lisboa. Frequentou os cursos de teologia sistemática e de direito canônico, obtendo a licenciatura em teologia pela Universidade Católica Portuguesa. Foi ordenado sacerdote em 29 de novembro de 1992, sendo incardinado no Patriarcado de Lisboa.
Em 1992 foi assistente do Secretariado Diocesano da Pastoral Juvenil e vigário paroquial de São João de Deus. Em 1996 foi nomeado pároco de São João da Talha (Loures); em 2000 acumula a paróquia da Bobadela e em 2002 foi nomeado também Administrador Paroquial de Sacavém. De 2000 a 2005 foi vigário da Vigararia de Sacavém.
Realizou a primeira missão na Diocese do Mindelo de 2005 a 2007, como pároco de São Vicente; a pedido do Patriarca de Lisboa regressou a Lisboa e até 2008 assumiu a Paróquia de Carcavelos, regressando a Mindelo em 2008 para a segunda missão na Diocese do Mindelo como Pároco de São Vicente, chanceler da Diocese e assistente diocesano da Catequese. Foi membro do Colégio de Consultores e Professor na Escola de formação para diáconos permanentes.
No dia 25 de janeiro de 2011 o Papa Bento XVI o nomeou como bispo do Mindelo. Recebeu a ordenação episcopal em 3 de abril, na Igreja de São Vicente de Fora, de José da Cruz Policarpo, cardeal-patriarca de Lisboa, coadjuvado por Arlindo Gomes Furtado, bispo de Santiago de Cabo Verde e Manuel José Macário do Nascimento Clemente, bispo do Porto. Fez a sua entrada solene no dia 9 seguinte.